# 马哈迪仄亚
拿督斯里马哈迪仄亚，马来西亚退休公务员，他于2020年10月到2023年3月担任第13任吉隆坡市长。

## 生平
他于1983年进入吉隆坡市政局，出任城市与区域规划官员，之后获擢升为吉隆坡市政局执行总监（规划）。2019年因年龄强制退休。
2020年10月1日，联邦直辖区部长安努亚慕沙宣布，马哈迪从即日起出任吉隆坡市长，合约为期2年。2022年10月2日，马哈迪获延长6个月任期。2023年3月31日，他因任期届满退休。之后，其位子由隆市政局（DBKL）执行总监（项目管理）卡马鲁扎曼末沙烈取代。

## 封衔
- 聯邦直轄區
  -  联邦直辖区功臣勋章 (JMW)（2008）[6]
  -  联邦直辖区拿督勋章 (PMW) - 拿督（2014）[7]
  -  联邦直辖区斯里勋章 (SMW) - 拿督斯里（2021）[8]